# Hasselkopf
Der Hasselkopf im Harz ist eine etwa 620 m ü. NHN hohe Erhebung bei Braunlage im Landkreis Goslar in Niedersachsen.

## Geographie

### Lage und Landschaftsbild
Der Hasselkopf liegt im Oberharz im Naturpark Harz. Er befindet sich am Südrand der Kernstadt von Braunlage. Nach Norden fällt seine Landschaft in Richtung Braunlage zur Warmen Bode und nach Süden zum Brunnenbach ab. Die Erhebung ist weitgehend von Wiesen (wie den Hasselkopfwiesen), und seine Hanglagen sind teils von Wald bedeckt.

### Berghöhe
Der Hasselkopf ist etwa 620 m hoch. Topographischen Karten ist etwa 500 m östlich seiner höchsten Stelle ein Messpunkt auf rund 612 m (⊙) zu entnehmen.

### Hasselkopftunnel

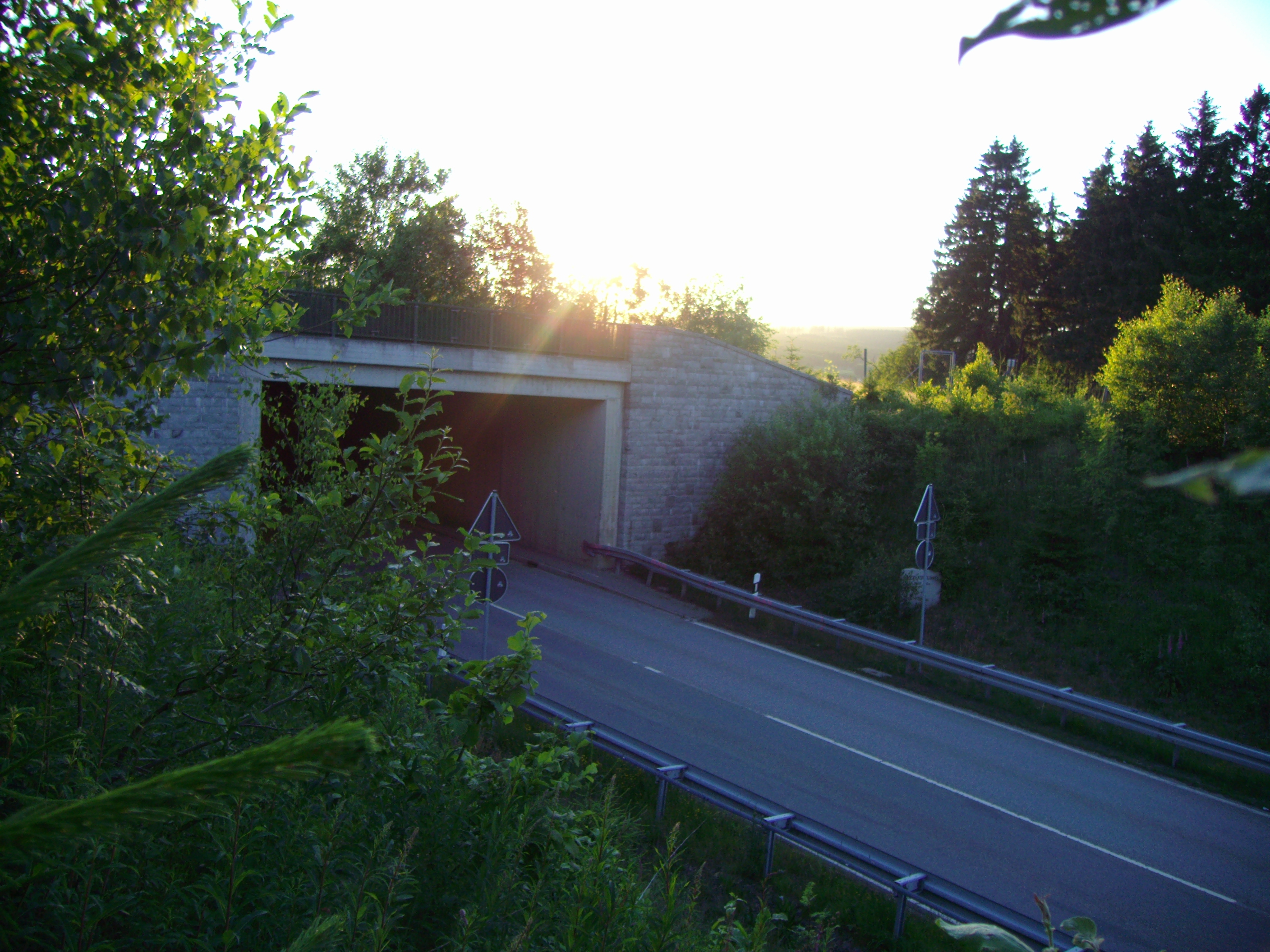
Hasselkopftunnel

Durch den Hasselkopf führt seit 1995 südlich von Braunlage im Rahmen eines gemeinsamen Abschnittes der Bundesstraßen 4 und 242 der 220 m lange Hasselkopftunnel.

## Wintersport
Auf den Wiesen des Hasselkopfs gibt es im Winter einige Skiloipen, und zudem ermöglicht ein kurzer Skilift mit -piste am Nordhang alpines Skifahren.

## Raketenunglück 1964
Am 7. Mai 1964 veranstaltete Gerhard Zucker auf dem Hasselkopf eine Vorführung von Postraketen. Dabei kam es durch eine Explosion zum Unglück bei der Raketenvorführung in Braunlage 1964, bei dem zwei Menschen ums Leben kamen.